# Ха Тин (провинция)
Ха Тин (на виетнамски: Hà Tĩnh) е виетнамска провинция разположена в регион Бак Чунг Бо. Провинцията е разположена в северната част на централен Виетнам на 340 km южно от столицата Ханой, като на север граничи с провинция Нге Ан, на юг с Куанг Бин, на запад с Лаос, а на изток с Южнокитайско море. Населението е 1 272 200 жители (по приблизителна оценка за юли 2017 г.).

## Административно деление
Провинция Ха Тин се състои от един град Ха Тин, едно градче Хонг Лин и десет окръга:
- Кам Суйен
- Кан Лок
- Дук Тхо
- Хуонг Кхе
- Хуонг Сон
- Ки Ан
- Лок Ха
- Нгхи Суан
- Тхат Ха
- Ву Куанг

## Забележителности
- Водападът Ву Мон
- Градините Ву Куанг
- Езерото Ке Го
- Горещите извори Сон Ким
- Проходът Део Нгнаг
- Пагодите Хуонг Тит, Хон Бок и Хон Лам
- Плажовете на Тхиен Кам, Део Кон, Суан Тхан и Тян Тиен